# Gravedona
Gravedona es una localidad y ex municipio situado en la Provincia de Como en la región italiana de Lombardía, localizado a unos 80 kilómetros al norte de Milán y sobre 40 kilómetros al nordeste de Como. Su población es de 2.669 habitantes (31 de diciembre de 2004), y tiene una superficie de 6,2 km². La localidad tiene un pequeño puerto sobre el Lago de Como.
Junto con los pueblos de Consiglio di Rumo y Germasino en febrero de 2011 formaron el nuevo municipio de Gravedona ed Uniti que cuenta con 4.233 habitantes.

## Lugares de interés
- Castillo.
- Palacio Gallio.
- Iglesia de Santa María del Tiglio.
- Iglesia de Santa María de la Gracia.
- Iglesia de San Gusmeo y Mateo.

## Evolución demográfica
| Gráfica de evolución demográfica de Gravedona entre 1861 y 2001 |
|                                                                 |
| Fuente ISTAT - elaboración gráfica de Wikipedia                 |

- Datos: Q10729538
- Multimedia: Gravedona / Q10729538

1. ↑  Worldpostalcodes.org, código postal n.º 22015.
2. ↑  «Codici Catastali». Comuni-italiani.it (en italiano). Consultado el 29 de abril de 2017.